# Cornelius Dolabella (Vertrauter des Augustus)
Cornelius Dolabella war ein enger Vertrauter Octavians, des späteren römischen Kaisers Augustus. Sehr wahrscheinlich ist er der in einer Inschrift genannte Suffektkonsul des Jahres 35 v. Chr., Publius Dolabella. Da er gute Kontakte zu Kleopatra pflegte, war er im Jahr 30 v. Chr. als Vermittler zwischen ihr und Augustus tätig. Von ihm erfuhr Kleopatra, dass sie von Octavian während seines Triumphzuges in Rom als Beute mitgeführt werden sollte. Daraufhin entschloss sie sich zum Selbstmord. Wahrscheinlich ist er mit dem bei Quintilian erwähnten Vertrauten des Augustus identisch. Sein Sohn war der Konsul des Jahres 10, Publius Cornelius Dolabella.